# Z-vrednost
Z-vrednost (tudi standardna vrednost) je statistični kazalec položaja posamezne statistične enote v statistični populaciji glede na aritmetično sredino. Definirana je kot razlika vrednosti konkretne enote in aritmetične sredine populacije v razmerju s standardnim odklonom.
Računanje z-vrednosti tako kot množica drugih statističnih kazalcev temelji na teoriji verjetnosti oziroma predpostavlja normalno porazdelitev enot v statistični populaciji. Ker je mnogokrat težko ali nemogoče v precep jemati celotno populacijo, se standardni odklon, ki je potreben za računanje z-vrednosti, izračunava s pomočjo vzorčenja.
Kazalec z je moč izračunati po naslednji enačbi:
{\displaystyle z={x-{\overline {x}} \over \sigma }}
kjer je x vrednost konkretne enote, za katere računamo z-vrednost; σ pa standardni odklon.
Z-vrednost predstavlja razdaljo med aritmetično sredino populacije in vrednostjo konkretne statistične enote v populaciji, in sicer v merski enoti standardnega odklona σ. Z-vrednost je negativna, kadar vrednost enote leži pod povprečjem populacije in obratno, kadar ta vrednost leži nad povprečjem. Ob normalni porazdelitvi vrednosti je na podlagi z-vrednosti moč določiti tudi kvantilni rang enote.